# Triplostegia
Triplostegia je monotipski biljni rod češljugovki, dio porodice kozokrvnica. Ponekada se smatra monotipskim, s jedinom vrstom T. glandulifera. To je zeljasta raslinja raširena od Himalaja do središnje Kine, te na Celebesu, Novoj Gvineji i Tajvanu. To je trajnica koja naraste od 15 do 40 cm visine.
Druga vrsta Triplostegia grandiflora Gagnep., ponekad se uključuje u nju.

## Sinonimi
- Hoeckia Engl. & Graebn. ex Diels
- Hoeckia aschersoniana Engl. & Graebn.
- Triplostegia delavayi Franch. ex Diels
- Triplostegia epilobiifolia H.Lév.
- Triplostegia grandiflora Gagnep.
- Triplostegia repens Hemsl.